# Oliver Jones
Oliver Theophilus Jones (Montreal, 11 september 1934) is een Canadees jazzpianist en componist.

## Biografie
Oliver Jones leerde vanaf 5-jarige leeftijd piano spelen, eerst bij madame Bonner van de Église Unie in het stadsdeel La Petite-Bourgogne (Saint-Henri), dat beroemd werd door Trevor Paynes Montreal Jubilation Gospel Choir. Verder onderricht kreeg hij bij Oscar Petersons zus Daisy Peterson Sweeney.
Na plaatselijke optredens bereisde hij de Verenigde Staten met de band Bandwagon. Vanaf 1980 werkte hij o.a. als huispianist in de Charlie Biddles Jazz Club in Montreal (1981 tot 1986), waar hij o.a. optrad met Biddle en de drummer Bernard Primeau. Tijdens dezelfde periode trad hij op in Canada, maar ook in Europa, tijdens festivals en concerten en in clubs, ofwel als soloartiest of met een trio.
In 1986 won hij een Juno Award voor zijn album Lights of Burgundy en in 1989 de Félix-prijs voor zijn album Just Friends. De met meerdere eredoctoraten gehonoreerde pianist doceerde muziek aan de Laurentian University van Ontario (1987) en de McGill University in Montreal (1988).

## Discografie
- 1982: Oliver Jones and Charlie Biddle
- 1983: Live at Biddle's
- 1984: The Many Moods of Oliver Jones
- 1985: Lights of Burgundy
- 1985: Speak Low, Swing Hard
- 1985: Requestfully Yours
- 1987: Cookin' at Sweet Basil
- 1989: Just Friends
- 1990: Northern Summit
- 1991: A Class Act
- 1993: Just 88
- 1994: Yuletide Swing
- 1995: From Lush to Lively
- 1997: Have Fingers Will Travel
- 1998: Just In Time
- 2006: One More Time